# Taktser Rinpoché
Taktser Rinpoché est une lignée de tulkou responsable du monastère de Kumbum, dans la province du Qinghai, en République populaire de Chine.

## Lignée des Taktser Rinpochés
1. Lobsang Dorje (1657-?);
2. Yeshe Kelsang (1706-?).
3. Lobsang Khedrub Nyima (XIXe siècle-XIXe siècle).
4. Lobsang Dargye (1832 - 1856).
5. Lobsang Tsultrim Jigme Gyatso (1856- 1919).
6. Thupten Jigme Norbu  (1922-2008).
7. Choktrul Tenzin Yonten Gyatso Rinpoché